# 1903 en aéronautique
Chronologie de l'aéronautique
- 1899
- 1900
- 1901
- 1902
- 1903
- 1904
- 1905
- 1906
- 1907

Cet article présente les faits marquants de l'année 1903 en aéronautique.

## Évènements

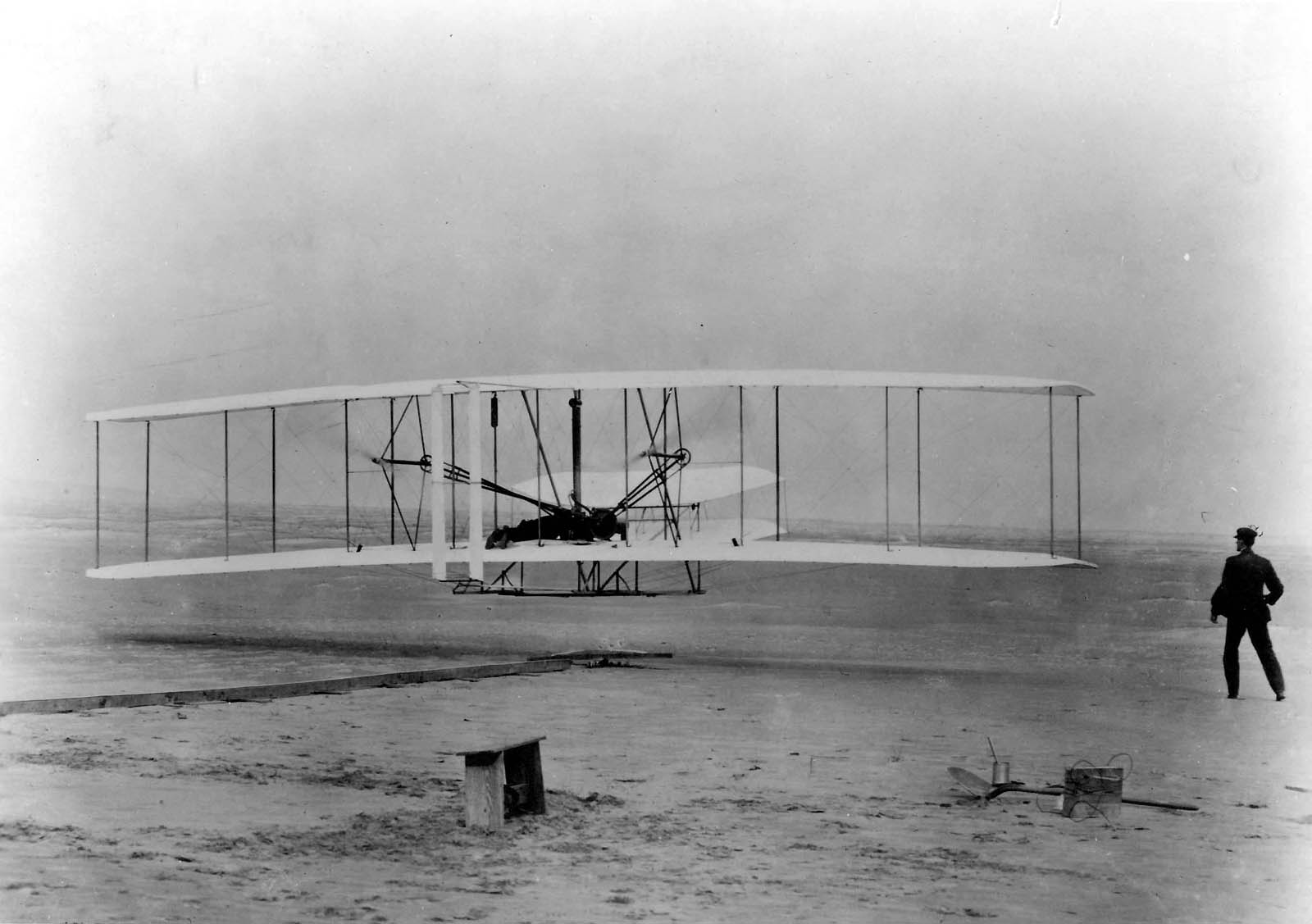
17 décembre : Vol des frères Wright à Kitty Kawk

- Mars : Richard Pearse prétend avoir volé dès le mois de mars sur environ 50 mètres dans un plus lourd que l'air de sa construction. L'expérience aurait eu lieu à la ferme « Upper Waitohi », près de Timaru au sud de Canterbury (Nouvelle-Zélande).

- 10 juillet : Richard Pearse prétend avoir signé son meilleur vol de l'année mais refuse (selon les supporters de cette thèse) de crier victoire car ce vol comme ceux réalisé jusque-là, manquent de contrôle.

- 18 août : Karl Jatho aurait effectué un vol devant quatre témoins de 18 mètres, à 1 mètre de hauteur sur la lande de Vahrenfelder avec son « Zweidecker I », un biplan à hélice propulsive bipale et à moteur monocylindre Buchet de 9 chevaux[1].

- Décembre : Léon Levavasseur expérimente son moteur Antoinette, conçu comme le premier moteur léger spécialement pour l'aviation.
- 17 décembre  : Wilbur Wright et Orville Wright effectuent un vol sur près de 260 mètres en 59 secondes à Kill Devil Hill, près de Kitty Kawk en Caroline du Nord. Ce lieu fut choisi en raison des vents forts qui y soufflent en cette saison et qui aidèrent au décollage de leur « Flyer »[2].